# Tancacha
Tancacha é um município da província de Córdova, na Argentina.